# Am Donaustrand
Am Donaustrand är ett orkesterverk komponerat av Johann Strauss den yngre. Den skrevs ursprungligen som en sång för sopran och piano. Datum och plats för första framförandet är okänt.

## Historia

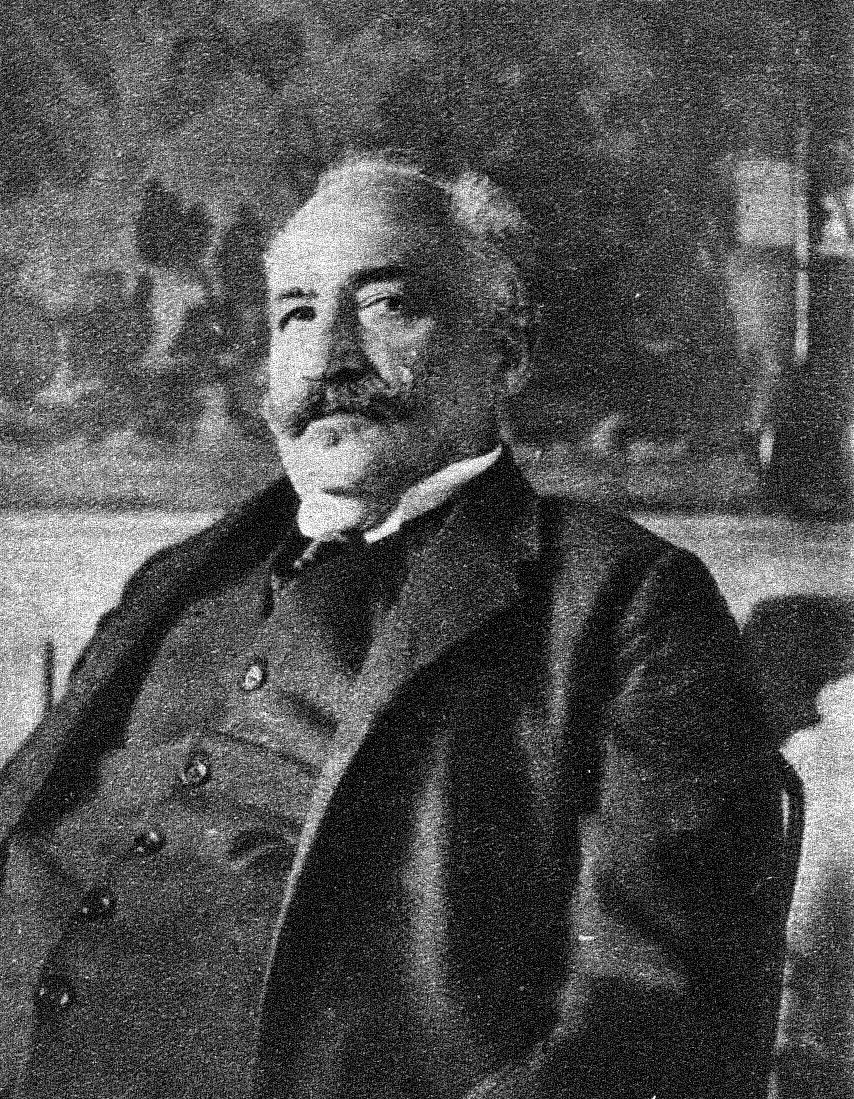
Ignaz Schnitzer

Verket Am Donaustrand publicerades i tidskriften "An der schönen, blauen Donau" (Volym 1, 1886) den 15 januari 1886 med titeln "Am Donaustrand. Improvisation für Singstimme mit Klavier" (Vid Donaustranden. Improvisation för röst och piano). Det 32-takter långa stycket var komponerat av Johann Strauss och texten var skriven av Ignaz Schnitzer (1839-1921), librettisten till Straussoperetten Zigenarbaronen (1885).
Sången kombinerar ackompanjemanget till huvudmelodin (1A) i Straussvalsen An der schönen blauen Donau (op. 314) med en sångstämma bestående av öppningsmelodin (tema 1A) till valsen Les Dames de St. Peterbourgh, som vid tiden inte hade framförts ännu. Inte förrän den 27 april 1886 dirigerade Strauss premiären på Les Dames de St. Peterbourgh (lämpligt nog i Sankt Petersburg), medan publiken hemma i Wien fick vänta till den 14 februari 1887 innan de fick höra valsen som nu hade fått titeln Wiener Frauen (op. 423). Det finns emellertid inga bevis för ett publikt framförande av Am Donaustrand.
Det handskrivna manuskriptet till Am Donaustrand finns inte bevarat och det är därför inte möjligt att avgöra Strauss och Schnitzers respektive bidrag till stycken. Orkesterversionen av sången finns inspelad på skivmärket "Marco Polo" och har arrangerats av Michael Rot utifrån klaverutdraget för piano och sopranröst.

## Om verket
Speltiden är ca 50 sekunder plus minus några sekunder beroende på dirigentens musikaliska tolkning.

## Weblänkar
- Am Donaustrand i Naxos-utgåvan.